# دن فلی‌وین

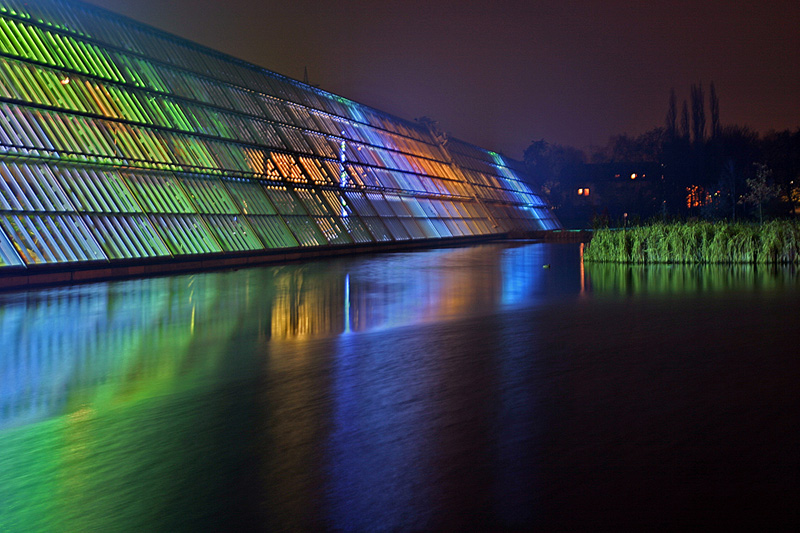
بسیاری از آثار فلاوین در اماکن عمومی نصب شدند

دن فلِی‌وین (به انگلیسی: Dan Flavin) (زاده ۱ آوریل ۱۹۳۳ در جامائیکا (نیویورک) -مرگ ۲۹ نوامبر ۱۹۹۶ در نیویورک) هنرمند مینیمالیست آمریکایی و از نمایندگان جنبش مینیمال آرت بود.
فلِی‌وین، در کالج کاتدرال در داگلاس نیویورک آموزش دید. سال ۱۹۵۳ وارد نیروی هوایی آمریکا شد و در کره شمالی خدمت کرد. سال ۱۹۵۷ به مدت دو سال در دانشگاه کلمبیا به تحصیل در رشتهٔ تاریخ هنر پرداخت.
وی تا سال ۱۹۵۹ وضعیت یک هنرمند حرفه‌ای را نداشت، ارائه آثار اولیه و مورد توجه فلی‌وین به سال ۱۹۶۳ به بعد بازمی‌گردد که در ترکیب‌بندی‌های خود از چراغ و فلورسنت‌های لخت، سفید و رنگی بهره برد و از آن‌ها در معابر و اماکن عمومی بهره گرفته شد، برای فلی‌وین یکی از آثار خود را داخل ایستگاه مرکزی خطوط راه آهن نیویورک نصب کرد.
او در آثارش از هرگونه اشارت نمادگرایانه پرهیز می‌کرد ولی با استفاده از خطوط نوری در ابعاد و شماره‌های مختلف و نیز با فاصله و ریتم کار می‌کرد، در ساخت آثار فلی‌وین صرفاً به تهیه نقشه و ترکیب‌بندی مورد نظرش از فلورسنت‌ها می‌پرداخت و اجرای آن را به الکتریسین می‌سپرد.